# Frank Gardner
Frank Gardner (Sydney, Novi Južni Wales, Australija, 1. listopada 1931. – Mermaid Waters, Queensland, Australija, 29. kolovoza 2009.) je bivši australski vozač automobilističkih utrka.

## Rezultati u Formuli 1
| Sezona | Momčad                    | Šasija       | Motor            | Utrke | Pobjede | Podiji | Bodovi | Plasman |
| ------ | ------------------------- | ------------ | ---------------- | ----- | ------- | ------ | ------ | ------- |
| 1964.  | John Willment Automobiles | Brabham BT10 | Ford 109E 1.5 L4 | 1     | -       | -      | 0      | –       |
| 1965.  | John Willment Automobiles | Brabham BT11 | BRM P56 1.5 V8   | 7     | -       | -      | 0      | –       |
| 1968.  | Bernard White Racing      | BRM P261     | BRM P142 3.0 V12 | 1 (0) | -       | -      | 0      | –       |

## Rezultati u Formuli Tasman
| Sezona | Momčad                      | Šasija      | Motor            | Utrke | Pobjede | Podiji | Bodovi | Plasman |
| ------ | --------------------------- | ----------- | ---------------- | ----- | ------- | ------ | ------ | ------- |
| 1964.  | Alec Mildren Racing Pty Ltd | Brabham BT6 | Ford 116E 1.5 L4 | 4     | -       | -      | 3      | 11.     |